# کوشک مزرعه آخوند
کوشک مزرعه آخوند مربوط به اواخر دوره قاجار است و در شهرستان مهریز، بخش مرکزی، دهستان خورمیز، روستای حسین‌آباد واقع شده و این اثر در تاریخ ۱۵ دی ۱۳۸۷ با شمارهٔ ثبت ۲۴۳۶۸ به‌عنوان یکی از آثار ملی ایران به ثبت رسیده‌است.